# Teutebeek
De Teutebeek is een beek bij Swalmen in de gemeente Roermond in Nederlands Limburg en ligt in het stroomgebied van de Maas. 

## Ligging
De beek ontspringt in het Beesels Broek tussen Beesel en Swalmen, een gebied waar ook de Huilbeek ontspringt. De beek stroomt eerst in zuidwestelijke richting parallel aan de A73 om bij de wijk Heide van Swalmen af te buigen richting het westen. Ten noordoosten van buurtschap Wieler mondt de beek uit in de Swalm.